# Джамбул (фільм)
«Джамбул» (каз. «Жамбил») — радянський художній фільм, знятий режисером Юхимом Дзиганом в 1952 році на Алма-Атинській кіностудії художніх і хронікальних фільмів. Прем'єра фільму відбулася 25 травня 1953 року. Фільм був знятий чорно-білим, але існує і реставрована кольорова версія.

## Сюжет
Фільм розповідає історію життя і творчості відомого казахського поета-акина Джамбула Джабаєва. На просторах широких казахських степів живе молодий поет Джамбул. Відомий акин Суюнбай перед смертю передає своєму учневі домбру. Ні лестощі, ні золото, ні переслідування не можуть змусити Джамбула у своїй творчості брехати. Царський уряд заарештувало його, щоб задушити вільний голос поета. У в'язниці він зустрічає російського солдата, більшовика Василя. Після цієї зустрічі він розуміє, що прості люди Росії та казахи мають одну й ту ж мету. Проходять роки. Поет стає старше. Пісень Джамбула майже не чути. Звістка про Жовтневу революцію дає новий імпульс його творчості. Джамбул розповідає про щастя народу, який побачив нове світло в житті. Він відправляється в Москву, де насолодиться прекрасними пам'ятками столиці і напише про неї пісні. У важкі дні Великої Вітчизняної війни Джамбул відправляє сина на фронт. Він закликає своїх співвітчизників завдати удар по ворогу, який напав на Велику Батьківщину. У блокадному Ленінграді звучить знаменита пісня акина «Ленінградці, діти мої». Разом зі своїм народом поет зустрічає День Перемоги. У його руках знову звучить та ж домбра.

## У ролях
- Шакен Айманов —  Джамбул
- Курманбек Джандарбеков —  Кадирбай
- Юхим Копелян —  А. І. Мікоян
- Гаріфулла Курмангалієв —  Шаймухамед
- Герман Хованов —  Василь Власов
- Капан Бадиров —  Боранбаєв
- Хафіза Абугалієва —  Алма
- Кененбай Кожабеков —  Надир
- Костянтин Адашевський —  губернатор
- Ераст Гарін —  вартовий
- Атайбек Жолумбетов —  Майбасар
- Микола Лукінов —  Арсеній Григорович Коваленко
- Василь Меркур'єв —  лікар
- Ніна Нікітіна —  вчителька
- Жагда Огузбаєв —  епізод
- Нурсулу Тапалова —  Салтанат
- Аміна Умурзакова —  епізод
- Єлюбай Умурзаков —  Суюнбай
- Євген Попов —  лейтенант  (немає в титрах)
- Даріга Тналіна —  епізод (немає в титрах)
- Нурмухан Жантурін —  Мурат (немає в титрах)
- Семен Дерев'янський —  епізод (немає в титрах)
- Євген Леберський —  епізод (немає в титрах)
- Олеся Іванова —  епізод (немає в титрах)

## Знімальна група
- Режисер — Юхим Дзиган
- Сценарій — Микола Погодін, Абдільда Тажибаєв
- Оператори — Микола Большаков, Ігор Гелейн
- Художники-постановники — Володимир Єгоров, Євген Еней, Ісаак Каплан
- Композитори — Микола Крюков, Мукан Тулебаєв
- Звукооператор — Є. Нестеров
- Асистенти режисера — Мажит Бегалін, Семен Дерев'янський, А. Лєвшин
- Монтажер — Євгенія Абдіркіна, К. Досаєва
- Асистенти оператора — Є. Нестеров, О. Даулеткалієв
- Диригент — Газіз Дугашев
- Редактор — А. Ашимов
- Директор картини — С. Єділбаєв